# Malév

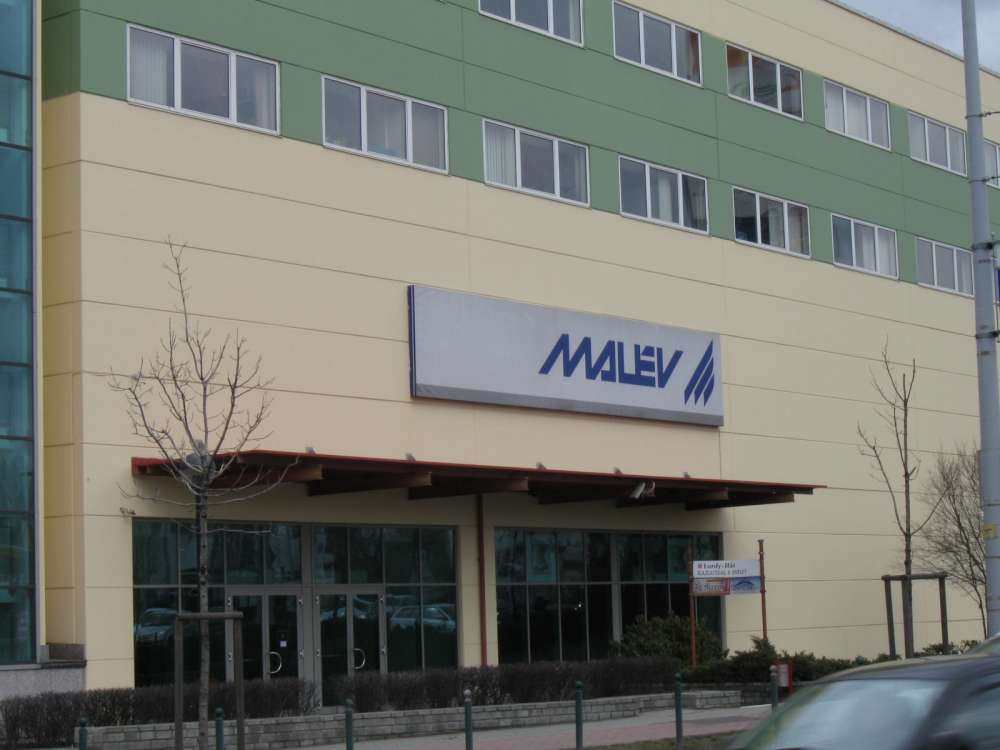
Malévs huvudkontor

Malév var Ungerns nationella flygbolag. De gick med i Oneworld 1 april 2007. 
Den 3 februari 2012 avbröt bolaget all flygverksamhet i ett försök att stoppa utflödet av pengar. På grund av konkursrykten hade fler och fler leverantörer börjat begära förskottsbetalning, något som dränerade den redan ansträngda kassan. Bolaget gick i konkurs 66 år efter att det grundats.

## Flotta
Malévs flotta bestod den 9 januari 2011 av:
| Flygplan       | Antal | Passagerare |
| -------------- | ----- | ----------- |
| Boeing 737-600 | 6     | 109         |
| Boeing 737-700 | 7     | 121         |
| Boeing 737-800 | 5     | 168/180     |
| Dash 8-Q400    | 4     | 76          |

De har flugit med bland annat:
- Boeing 767
- Iljushin Il-14
- Iljushin Il-18
- Tupolev Tu-134
- Tupolev Tu-154
- Jakovlev Jak-40